# Национальный центр научных исследований
Национа́льный центр нау́чных иссле́дований (НЦНИ, фр. Centre National de la Recherche Scientifique, CNRS) — ведущее государственное научное учреждение Франции.
CNRS является крупнейшим французским научно-исследовательским учреждением, объединяет государственные организации Франции, специализирующиеся в области прикладных и фундаментальных исследований, и координирует их деятельность на национальном уровне. Находится под административным надзором Министерства высшего образования и научных исследований (Ministère de l’Enseignement supérieur et de la Recherche). Тип организации определяется как «общественное учреждение научно-технологического характера» (établissement public à caractère scientifique et technologique; сокращённо EPST).
Центр основан в 1939 году физиком Ж. Перреном. С 2018 года президент и генеральный директор Центра — Антуан Пети.

## Структура и деятельность
В структуре НЦНИ 10 государственных институтов:
1. Национальный институт ядерной физики и физики элементарных частиц (Institut national de physique nucléaire et de physique des particules (IN2P3) (Париж)
2. Институт гуманитарных и общественных наук (Institut des sciences humaines et sociales; INSHS) (Париж)
3. Национальный институт математических наук (Institut national des sciences mathématiques et de leurs interactions; INSMI)
4. Национальный институт наук о Вселенной (Institut national des sciences de l’Univers; INSU)
5. Институт экологии и окружающей среды (Institut écologie et environnement; INEE)
6. Химический институт (Institut de chimie; INC)
7. Institut des sciences de l’ingénierie et des systèmes (INSIS)
8. Институт информатики (Institut des sciences de l’information et de leurs interactions; INS2I)
9. Институт биологических наук (Institut des sciences biologiques; INSB)
10. Физический институт (Institut de physique; INP)

Работает ряд многоотраслевых научных центров:
- в Бельвю (физика высоких давлений, физика твёрдого тела, радиационная химия, электролиз, магнетизм),
- в Жиф-сюр-Иветт (биохимия, микробиология),
- в Марселе (физика, биохимия, нейрофизиология),
- в Фон-Ромё-Одейо (солнечная энергия),
- в Орлеане (химия минералов, физика высоких температур, молекулярная биофизика),
- в Страсбурге (биология, ядерная физика и спектроскопия),
- в Витри и Тье (физическая химия, прикладная органическая химия, металлургическая химия)

Центр издаёт более 20 научных журналов.

## Известные сотрудники
Генеральные директора центра
- с 1957 года по 1962 год Жан Кулон

Заслуженные директора
- Жан-Клод Маркаде

Работники центра
- Даниэль Бовуа — научный сотрудник сектора современной и новейшей истории.
- Константинос Д. Георгулис — научный сотрудник Центра, уроженец Греции.
- Вим Крусио — нидерландский нейробиолог.
- Поммаре, Франсуаза — директор по исследованиям НЦНИ.
- Риссе, Жан-Клод — акустик и композитор, директор по научной работе

## Награды
С 1954 года вручаются награды:
- Золотая медаль Национального центра научных исследований
- Серебряная медаль Национального центра научных исследований
- Бронзовая медаль Национального центра научных исследований.